# Zeitgeist: Addendum
Zeitgeist: Addendum es una película documental producida en 2008 por Peter Joseph. Es la continuación de su anterior documental Zeitgeist: The Movie
De acuerdo a su director, Peter Joseph, la película 

intenta identificar las causas radicales de la actual corrupción social dominante, a la vez que ofrece una solución.

 Al finalizar, Addendum subraya la necesidad de crear sistemas de pensamiento que adopten las ideas de emergencia e interdependencia.
Además, propone medidas concretas para debilitar al sistema monetario, y acciones para una transformación social, las cuales incluyen el boicot a:
- los bancos que conforman el Sistema de Reserva Federal,
- los principales medios de comunicación, (que sólo representan la realidad que les interesa a las corporaciones)

Afirma que la sociedad debería rechazar la institución política, pues ha quedado obsoleta, además de ser absolutamente innecesaria, pues los problemas son de índole técnica y científica, no política.
Zeitgeist: Addendum fue estrenada en el 5º Annual Artivist Film Festival (Festival de Películas de Activismo Artístico) en Los Ángeles, California, el 2 de octubre de 2008, y publicada en internet el 4 de octubre del mismo año.

## Capítulos
Zeitgeist: Addendum está dividida en cuatro partes:
Parte I: Expone la práctica bancaria de reserva fraccionada y la creación de dinero a través de créditos. El film sostiene que los billetes de dólar (usando el ejemplo estadounidense de banca central) son impresos libremente y que se incrementa el suministro de dinero cada vez que la Reserva Federal compra bonos del Tesoro. Este dinero termina en los bancos comerciales. Una vez que ese dinero se convierte en reserva en un banco, se lo "multiplica" a través del sistema de reserva fraccionada, y se lo presta a los clientes bancarios. El documental señala que tal sistema es más que absurdo porque el interés que debiera ser pagado por el dinero prestado no existe, jamás fue creado; y compara este sistema con el tradicional juego de la silla, durante el cual una persona siempre quedará afuera antes de que termine la música. Este tema también es explicado durante la primera película Zeitgeist.
Parte II: es una entrevista a John Perkins durante la que describe su propio rol como sicario económico para los Estados Unidos. Señala haber trabajado al servicio de la CIA, así como para otras entidades corporativas y políticas para desestabilizar o corromper gobiernos extranjeros que se oponían a los intereses de EE. UU. y sus corporaciones multinacionales.
Parte III: describe al Proyecto Venus que comenzó alrededor del año 1975 de la mano de Jacque Fresco -un ingeniero social y diseñador industrial- y Roxanne Meadows en Venus, Florida, Estados Unidos. Este fue fundado con la idea de que la pobreza es causa del sofocamiento del progreso tecnológico, que a su vez es resultado del actual sistema económico mundial basado en lucro monetario. Según Fresco, si el progreso de la tecnología fuera independiente de todo beneficio económico, se lograría que hubiera más recursos disponibles para más gente. Este nuevo descubrimiento de abundancia de recursos reduciría la tendencia humana hacia la independencia, la corrupción y la codicia, y en su lugar haría que la gente estuviera más dispuesta a la ayuda mutua. En consecuencia, algo fundamental para el proyecto es la total eliminación del actual sistema monetario mundial, a favor de lo que Fresco llama la economía basada en recursos. La película da a conocer este proyecto como parte de una Economía basada en recursos, ejemplo de sostenibilidad para la humanidad utilizando la tecnología actual.
Parte IV: plantea la ignorancia colectiva de dos de los entendimientos más básicos que los humanos pueden tener de la realidad: los aspectos emergente y simbiótico de la ley natural".
El documental sugiere tomar acciones para una transformación social, tales como los boicots anteriormente mencionados, en rechazo de estructuras políticas y en creación de una masa crítica de personas que así piensen.

## Premios y honores
El 2 de octubre de 2008, Addendum ganó el "Artivist Spirit Award - Best Feature" (Premio al Espíritu "Artivista" - Mejor película) en el Artivist Film Festival (Festival de Películas de "Artivismo") 2008 . El documental se estrenó la noche de apertura del Festival, presenciada por una audiencia de 600 personas, con localidades agotadas. La cofundadora del Festival, Dra. Bettina Wolff, señaló:

"El fracaso de nuestro mundo para resolver temas como la guerra, la pobreza y la corrupción, yace inicialmente en la grotesca ignorancia de lo que guía al comportamiento humano. Zeitgeist: Addendum señala la verdadera fuente de la inestabilidad de nuestra sociedad, y ofrece la única solución a largo plazo. Su director, Peter Joseph, tiene la capacidad de tomar un asunto problemático y arriesgado y tornarlo un argumento visual, emocional e intelectualmente convincente para un 'mejor punto de vista'".

Para el 9 de octubre de 2008, la película se ubicó en el puesto número 19 del Weekly Viral Video Chart del diario británico The Guardian, el cual contabilizó la inclusión del vídeo o del enlace al vídeo de la película en aproximadamente dos millones de blogs en internet.